# Principado de Hamamshen
O Principado de Hamamshen (em dialeto Homshetsi: Համամշէն, Eshakhutatun Hamamshen) foi um pequeno principado estabelecido por volta de 790 por armênios que fugiram das invasões árabes da Armênia e da criação do estado de Arminiya, governado pelos árabes muçulmanos.

## História
Antes do século VIII, toda a região era povoada por lazes e fazia parte da Abecásia até o final do século, quando o príncipe Hamã, seu pai, o príncipe Xapu Amatuni, e 12 mil de seus súditos migraram ao norte, à região do Mar Negro, a fim de escapar das invasões árabes de Vaspuracânia, a terra de sua origem. Se estabeleceram na cidade em ruínas de Tambur e nas aldeias vizinhas. O príncipe Hamã reconstruiu a cidade e deu-lhe o nome de Hamamshen, que significa "aldeia de Hamã" em armênio. Fica ao norte da histórica região armênia de Taique.

### Do estabelecimento ao declínio
A família Amatúnio tornou-se a dinastia reinante (nacarar) do principado, originária da região de Artaz em Vaspuracânia e especializou-se em agricultura e engenharia arquitetônica. A linhagem medieval de príncipes registrada desde o último príncipe Davi II foram Araquel, em 1400, Davi I, em 1425, Varte, em 1440, Veque, em 1460.
Como resultado indireto da queda do Império de Trebizonda em 1461 para os otomanos e da dissolução de um poder cristão maior na região: Entre 1480 e 1486, a região foi conquistada pelo Império Otomano.
O último príncipe de Hamamshen, o Barão Davi II, foi exilado em Ispir pelos otomanos após a conquista de Trebizonda. Khachkar (agora Kaçkar), que era o centro do principado, foi demolida pelos otomanos. Der Hovhannes Hamshentsi, falecido em 1497, foi um monge, filósofo e orador proeminente nessa época. 
Após a queda do principado, os armênios Hamshentsi foram espalhados por toda a região do Mar Negro no Eialete de Trebizonda, estabelecendo comunidades em cidades e vilarejos de Samsun, no oeste, até Hopa, no leste. Durante o domínio otomano, a tributação e a islamização dos lazes pressionaram algumas comunidades Hamshen a se converterem ao Islã para terem igualdade e evitar o assédio de seus vizinhos muçulmanos, muitos outros fugiram para regiões remotas nas montanhas e florestas para evitar impostos e opressão, nomeadamente um homem chamado Husep que liderou um grupo até Sera Dere para fundar a aldeia escondida de Cevizlik onde permaneceram escondidos durante 30 anos.

## Legado
Depois de vários séculos, o nome Hamamshen evoluiu para Hamshen na língua armênia e Hemshin na língua turca. Os armênios de Hamamshen foram isolados do resto do mundo social e cultural armênio e desenvolveram a sua própria identidade étnica distinta. Aqueles que se converteram ao Islão também perderam a sua identidade armênia, foram otomanos e esqueceram as suas raízes armênias. Outros, que permaneceram cristãos, mantiveram a sua identidade armênia e mais tarde fugiram para a Abecásia sob o Império Russo.